# Mont-ros (Calders)
Mont-ros és una masia del terme municipal de Calders, a la comarca catalana del Moianès. És a 439 metres d'altitud. Pertany a la parròquia de Sant Vicenç de Calders.
Està situada al sector occidental del terme, al sud-oest del poble de Calders i al nord de Viladecavalls de Calders. Es troba al sud-est de Torrecabota.
S'hi accedeix per una pista rural en bon estat que arrenca cap al nord des del punt quilomètric 13,7 de la carretera N-141c, des d'on en 700 metres mena fins a la masia de Mont-ros.